# Zagaje (powiat strzelecko-drezdenecki)
Zagaje – wieś w Polsce położona w województwie lubuskim, w powiecie strzelecko-drezdeneckim, w gminie Zwierzyn.
W latach 1975–1998 miejscowość należała administracyjnie do województwa gorzowskiego.
Według danych z 2011 roku miejscowość zamieszkiwały 84 osoby.